# Urbício (eunuco)
Urbício (em latim: Urbicius; em grego: Οὐρβίκιος; romaniz.: Ourbíkios) foi um oficial bizantino do século V, ativo desde o reinado de Teodósio II (r. 408–450) até o de Anastácio I (r. 491–518).

## Vida
As origens de Urbício são desconhecidas. Em 434/49, serviu como cubiculário na corte de Teodósio II (r. 408–450). A Vida de Hipácio, do monge Calínico, apresenta-o como um cristão zeloso. Aécio, um rico cidadão de Constantinopla que era mentalmente instável, foi levado por ele ao monge Hipácio para tratamento e foi curado. Seu irmão, apesar da ajuda de Urbício, era inimigo do eunuco. Em data incerta, quando Aécio faleceu, a propriedade dele foi entregue a Urbício. Depois desses eventos, Urbício se tornou benfeitor do mosteiro de Hipácio, construindo um oratório e mais celas. Também se sabe que levou seu doméstico Alcimo até Hipácio para ser exorcizado. Em 449, foi nomeado prepósito do cubículo sagrado. Em abril, estava entre os altos oficiais citados em aclamações em Edessa. Nesta posição, ainda construiu um herum para receber os irmãos mortos do mosteiro de Hipácio. Antes de abril de 450, talvez devido à morte de Teodósio e a ascensão de Marciano (r. 450–457), aposentou-se e dedicou-se à vida religiosa. Sua aposentadoria, relatada por Calínico, contradiz à afirmação de outras fontes de que teria ocupado ininterruptamente seu ofício durante o reinado de sete imperadores. Além disso, são conhecidos alguns titulares da posição de prepósito depois de 450. Desde cerca de 470, retomou seu posto de prepósito, agora sob Leão I, o Trácio (r. 457–474). Arranjou um encontro entre Epínico, o curador de suas propriedades, e a imperatriz Élia Verina, que ajudou a alavancar a carreira do primeiro com o patrocínio imperial.
As fontes afirmam que teve papel ativo na deposição e elevação de imperadores, inclusive colocando a coroa sob a cabeça deles. A afirmação é hiperbólica, pois desde 450 era prerrogativa do patriarca de Constantinopla colocar a coroa nos imperadores. Contudo, ela deve aludir ao provável papel de Urbício na deposição de Zenão em 474 e na de Basilisco em 476, bem como na elevação do último em 475 e na restauração do primeiro em 476. Provavelmente em 481, por ordens de Ariadne, envolveu-se na tentativa fracassada de assassinato de Ilo quando ele se recusou a liberar Verina do cativeiro. Em 491, esteve presente na cerimônia de ascensão de Anastácio I (r. 491–518). Em 504/5, aposentou-se novamente e partiu em viagem através do Oriente, onde visitou Amida e Edessa, doando grandes presentes nestes lugares e na área em torno de Jerusalém. Quando esteve em Edessa, deu 10 libras de ouro ao bispo de Edessa à construção de uma igreja a Santa Maria. Em Jerusalém, segundo o De Situ Terrae Sanctae, tentou levar um altar para Constantinopla no qual, supostamente, Maria descansou. Foi miraculosamente impedido e decidiu levá-lo à Igreja do Santo Sepulcro. Faleceu algum tempo depois em Constantinopla e segundo o mesmo De Situ, por três vezes sua tumba abriu e jogou seu corpo para fora, quiçá pelo episódio com o altar.